# Blanquejament anal

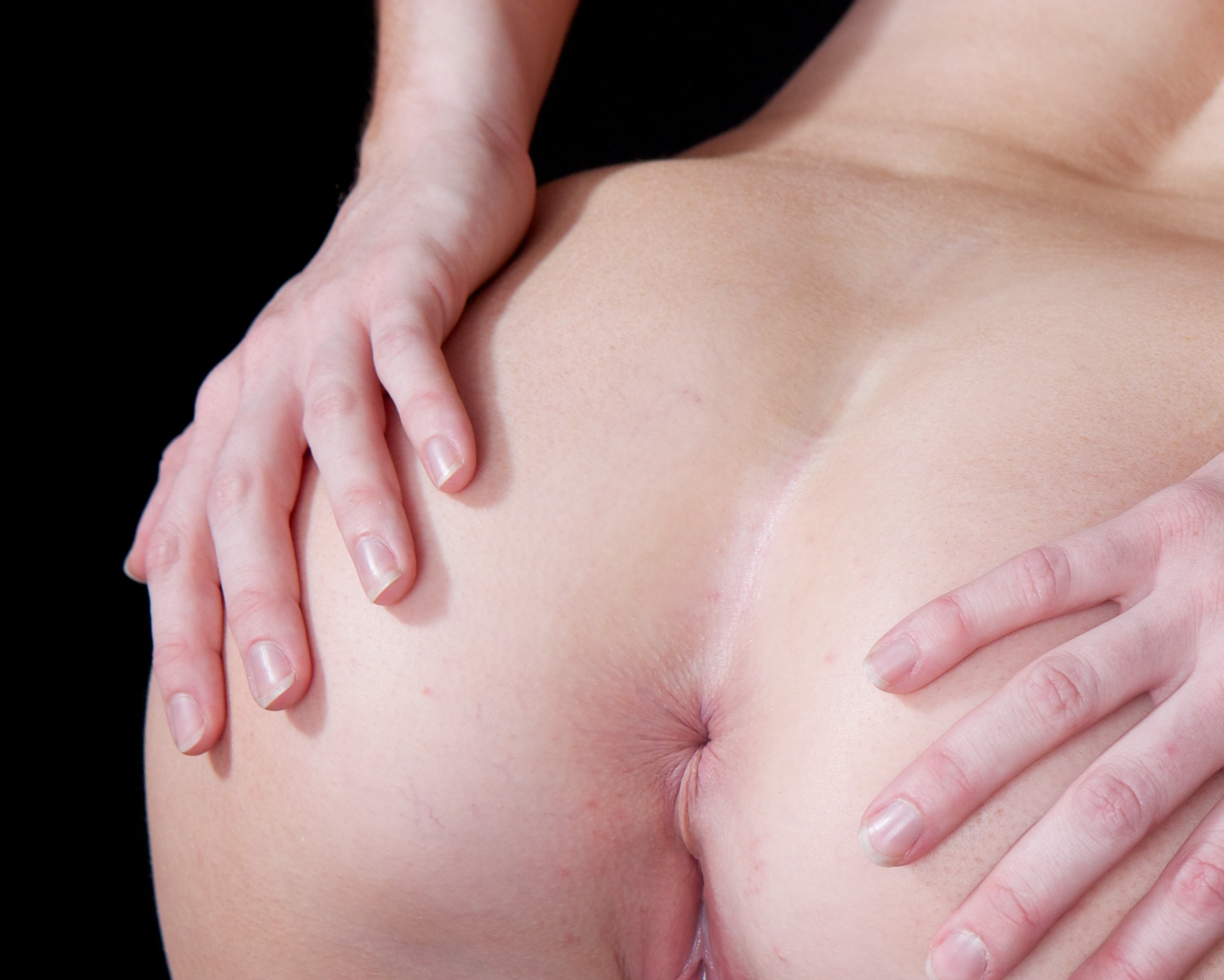
Un anus després d'haver estat sotmès a blanquiment anal.

El blanquiment o emblanquiment anal és una tècnica pel blanquiment de la pell que envolta l'anus amb finalitats estètiques. Aquest tractament pot utilitzar-se també en altres parts del cos humà. El procediment és àmpliament utilitzat per famosos, celebritats i gran part dels artistes pornogràfics. El principi actiu del producte blanquidor és la hidroquinona, un compost despigmentant que actua sobre les cèl·lules productores de melanina blocant la producció d'aquesta substància, que és responsable del color de la pell. No obstant això, la hidroquinona és una substància sospitosa de ser cancerígena i prohibida a diversos països.